# Torit
Torit è la capitale dello stato dell'Equatoria Orientale e del distretto di Imatong.

## Storia
Il distretto di Torit fu fondato nel 1934 dall'unione dei due distretti di Teretenya e di Opari. Il distretto di Opari era principalmente abitato dalle genti di etnia Madi e Acholi. Fu impattato pesantemente dalle violenze causate dalla Seconda guerra civile sudanese e adesso molti dei suoi abitanti sono fuggiti diventando dei profughi. La Diocesi di Torit ha 750.000 abitanti.